# Listă de râuri din Marele Bazin
Această pagină este o listă de râuri din Marele Bazin, bazin hidrografic închis al Americii de Nord.
- Această listă este incompletă.  Puteți participa la extinderea sa.

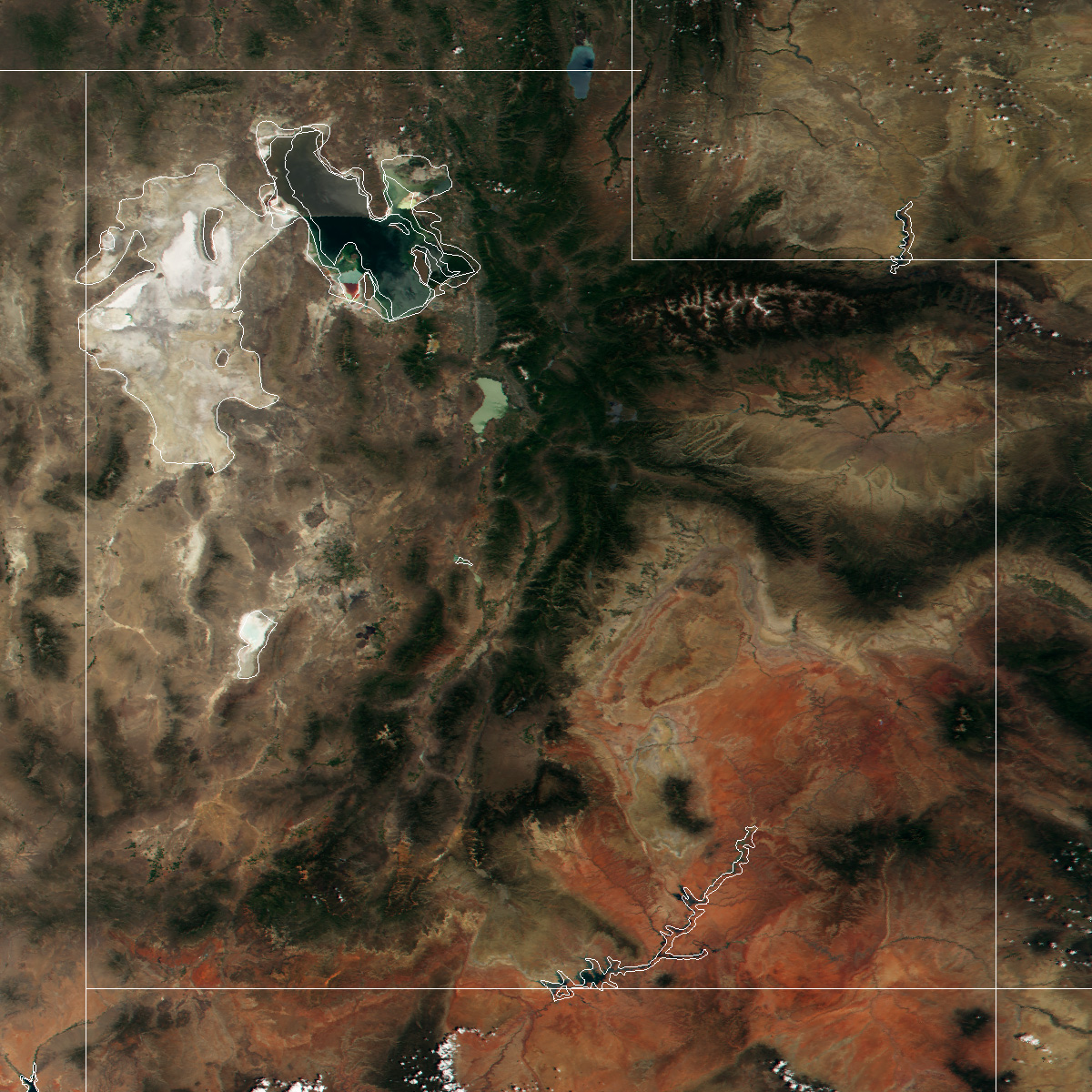
Statul Utah ocupă o parte însemnată a Marelui Bazin.

- Amargosa River - Death Valley (Nevada, California)
- Bear River - Great Salt Lake (Utah, Wyoming, Idaho)
- Carson River - Carson Sink (Nevada)
- Humboldt River - Humboldt Sink (Nevada)
  - Little Humboldt River
  - North Fork Humboldt River
  - South Fork Humboldt River
  - Reese River
- Jordan River - Great Salt Lake (Utah)
- Mojave River - Mojave Desert (California)
- Owens River - Owens Valley (California)
- Provo River - Utah Lake (Utah)
- Quinn River - Black Rock Desert (Nevada)
  - Kings River
- Sevier River - Sevier Lake (Utah)
  - East Fork Sevier River
- Susan River - Honey Lake (California)
- Truckee River - Pyramid Lake (California, Nevada)
- Walker River - Walker Lake (Nevada)
  - East Walker River
  - West Walker River
    - Little Walker River

## Vedeți și
- Listă de râuri în cele două Americi
- Listă de râuri în Statele Unite